# Rauschenbachtal
Koordinaten: 50° 33′ 42″ N, 13° 5′ 49″ O

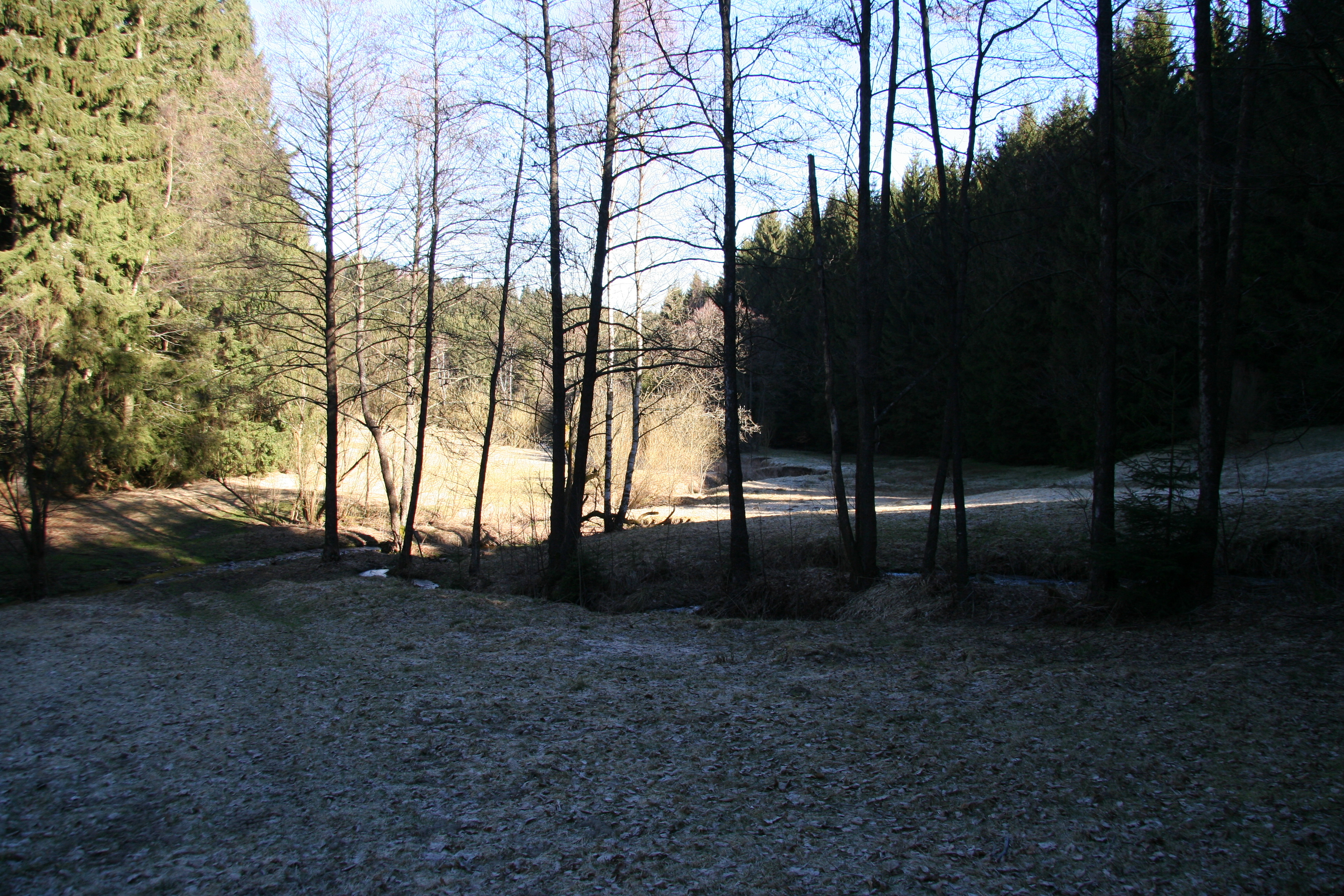
Naturschutzgebiet Rauschenbachtal (März 2017)

Das Naturschutzgebiet Rauschenbachtal liegt im Erzgebirgskreis in Sachsen. Es erstreckt sich nordwestlich von Grumbach, einem Ortsteil der Stadt Jöhstadt, und südwestlich von Arnsfeld, einem Ortsteil der Gemeinde Mildenau. Westlich des Gebietes verläuft die Kreisstraße K 7130, östlich die S 218 und südlich die K 7129.

## Bedeutung
Das rund 40,9 ha große Gebiet mit der NSG-Nr. C 64 wurde im Jahr 1961 unter Naturschutz gestellt.